# Les Brown

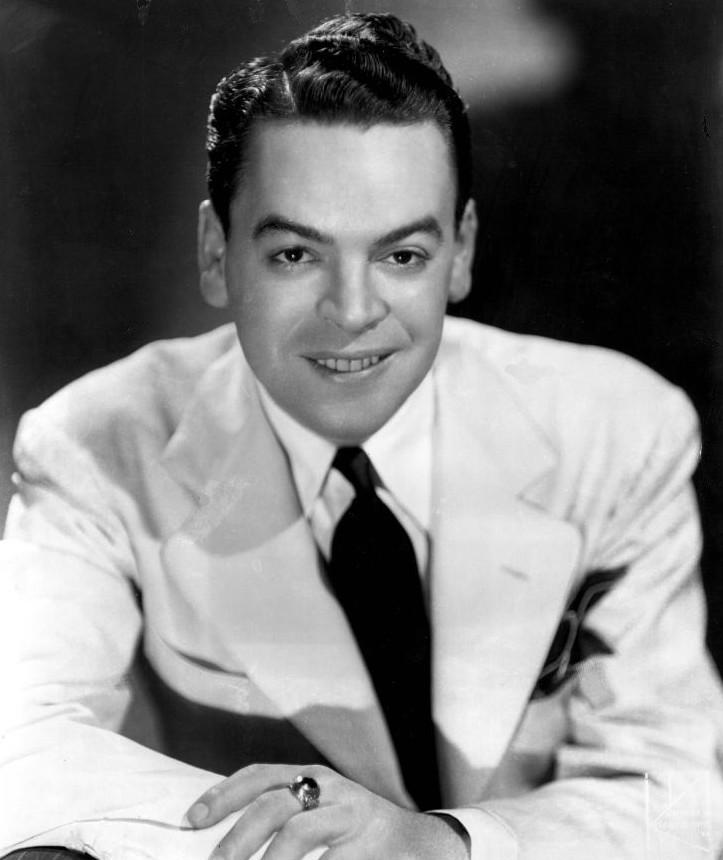
Les Brown (1947)

Lester Raymond „Les“ Brown, zur Unterscheidung von seinem Sohn, der die Band übernahm, auch Les Brown senior  (* 14. März 1912  in Reinerton, Pennsylvania; † 4. Januar 2001 in Los Angeles, Kalifornien) war ein US-amerikanischer Arrangeur, Saxophonist und Big-Band-Leader des Swing.

## Leben und Wirken
Les Brown lernte früh Saxophon und spielte mit seinem Vater R. W. Brown, einem Bäcker und Saxophonisten, schon mit zehn Jahren in lokalen Tanzveranstaltungen. Er besuchte das Ithaca Konservatorium für Musik, die New York Military Academy und die Duke University, deren Tanzband Blue Devils er 1935 beitrat (Aufnahmen 1936). Er zog nach New York und arrangierte unter anderem für Jimmy Dorsey, bevor er 1938 die Chance bekam, in einem Hotel in Manhattan eine Band zu gründen. Die Band wurde im Radio übertragen und bekam einen Plattenvertrag bei RCA Victor. Im Dezember 1939 gelang es ihm, mit der Jimmy-Van-Heusen-Nummer „Make with the Kisses“ für Bluebird einen ersten Hit in den Charts zu platzieren, doch erst 1941 gelang es ihm, an diesen Erfolg anzuknüpfen.  Anfang der 1940er Jahre änderte er seinen Stil, er gab Solisten mehr Raum und engagierte eine Sängerin, Doris Day, die aber bald darauf heiratete und die Band wieder verließ. Popularität errangen sie durch Übertragung in einer Radioshow, in der ein Ansager ihnen auch ihren künftigen Bandnamen Band of Renown verpasste.
1943 überredete Brown die inzwischen geschiedene  Doris Day wieder als  Sängerin der Band anzufangen. 1944 hatten sie mit ihr den Nr.-1-Hit  Sentimental Journey, das die Willkommens-Melodie der nach dem Zweiten Weltkrieg heimkehrenden US-Truppen wurde und ebenso die Erkennungsmelodie der Band. Mit Doris Day, die bis 1946 bei der Band war, hatte die Band noch neun weitere Nummer-1-Hits (zu der Zeit bei Columbia Records). Die Band unternahm in der Folge zahlreiche Tourneen zu Truppenbetreuung für die US-Streitkräfte, insbesondere mit dem Entertainer Bob Hope, mit dem die Band ab 1947 über 50 Jahre verbunden blieb, sowohl in Radio, Fernsehen (etwa in den sehr erfolgreichen Christmas Specials von Bob Hope) als auch auf der Bühne. Auch in den 1950er Jahren, in denen Brown in Los Angeles verankert war, veröffentlichte die Band erfolgreiche Platten bei Capitol. Bandvokalistin war Anfang der 1950er Jahre Lucy Ann Polk. Tony Bennett hatte sein Debüt mit der Band, die auch die Hausband der Dean-Martin-Show (im TV ab 1965) und der Steve Allen Talkshow war, ebenfalls in den 1960er Jahren. Darüber hinaus begleiteten sie zahlreiche Stars von Frank Sinatra, Ella Fitzgerald bis Nat King Cole.
2001 übernahm sein Sohn Les Brown junior, der vorher unter anderem als TV-Schauspieler, Rockmusiker, Konzertmanager für Country-Musik arbeitete, die Band.